# Гълъб (съзвездие)
Гълъб е малко съзвездие южно от съзвездията Голямо куче и Заек. Отделено е от Голямо куче през 1679 година.